# Make Way for Willie Nelson
Make Way for Willie Nelson es el quinto álbum de estudio del músico estadounidense Willie Nelson publicado por la compañía discográfica RCA Records en 1967. Debido a su exigente calendario, el productor Chet Atkins delegó su trabajo en Felton Jarvis. Nelson grabó el álbum entre marzo y junio de 1966 con músicos de sesión y la suma de miembros de su grupo de gira en el RCA Studio B.
El sencillo "One in a Row", la única composición original de Nelson incluida en el álbum, llegó al puesto 19 en la lista Hoy Country Single de Billboard. Por otra parte, el álbum llegó al puesto nueve en la lista Hot Country Albums.

## Lista de canciones
Cara A
| Pista | Título                           | Escritor(es)                                 | Duración |
| ----- | -------------------------------- | -------------------------------------------- | -------- |
| 1.    | "Make Way for a Better Man"      | Cy Coben                                     | 2:01     |
| 2.    | "Some Other World"               | Floyd Tillman                                | 2:11     |
| 3.    | "Have I Stayed Away Too Long?"   | Frank Loesser                                | 3:06     |
| 4.    | "Born to Lose"                   | Willie Nelson                                | 2:39     |
| 5.    | "Lovin' Lies"                    | Beth Nielsen Chapman, Troy Martin, Pete Pyle | 3:02     |
| 6.    | "You Made Me Live, Love and Die" | Floyd Tillman                                | 2:53     |

Cara B
| Pista | Título                                    | Escritor(es)                                 | Duración |
| ----- | ----------------------------------------- | -------------------------------------------- | -------- |
| 1.    | "What Now My Love"                        | Gilbert Bécaud, Pierre Delanoë, Carl Sigman] | 3:13     |
| 2.    | "Teach Me to Forget"                      | Leon Payne                                   | 2:53     |
| 3.    | "Mansion on the Hill"                     | Fred Rose, Hank Williams                     | 3:02     |
| 4.    | "If It's Wrong to Love You"               | Bonnie Dodd, Charles Mitchell                | 2:21     |
| 5.    | "Have I Told You Lately That I Love You?" | Scotty Wiseman                               | 3:06     |
| 6.    | "One in a Row"                            | Willie Nelson                                | 2:34     |

## Personal
- Willie Nelson - guitarra, voz.
- Jerry Reed - guitarra.
- Junior Husky - bajo.
- Velma Smith - guitarra.
- Jerry Smith - piano.
- Johnny Bush - guitarra.
- Jimmy Day - pedal steel guitar.
- Wade Ray - violín.

## Posición en listas
| País           | Lista              | Posición |
| -------------- | ------------------ | -------- |
| Estados Unidos | Top Country Albums | 9        |